# Halta-Kajsa
Kajsa (Catarina), känd som Halta-Kajsa, född 19 maj 1792 i Agunnaryds socken, Kronobergs län, död 29 december 1857 i Agunnaryd, var en svensk sagoberättare och traditionsbärare. Hon var en av Gunnar Olof Hyltén-Cavallius mest betydelsefulla medarbetare i hans sammanställning av svenska sagor och folkvisor. Kajsa var utomäktenskaplig och hade som sådan inget fullständigt namn, men hon är inom litteraturen känd under namnet Halta-Kajsa eller Halta-Cajsa.  

## Biografi
Kajsa var utomäktenskaplig dotter till pigan Ingjerd Samuelsdotter, och växte upp med sin mor och sina morföräldrar i ett torp där även andra fattiga personer fick bo gemensamt. Hennes far uppges ha varit bonden Anders Persson, men detta finns inte officiellt dokumenterat. Hon kallas vid ett tillfälle för Kajsa Andersdotter, men orsaken till detta är okänd. År 1822 gifte sig Kajsa med Johan Jönsson (1800-1842), som tycks ha varit hennes fosterbror. Vid vigseln finns hon antecknad som Kajsa Salomonsdotter, vilket troligen var en variant på moderns patronymikon, men som utomäktenskaplig hade hon officiellt inget efternamn eller patronymikon. Kajsa levde som gift på Århults Södergård i Agunnaryd, och familjen beskrivs som beläst. Vid makens död 1842 blev hon backstugusittare i Tumhult. Det är vid denna tid hon fått tillnamnet Halta-Kajsa. 
Gunnar Olof Hyltén-Cavallius mötte Kajsa 1845, och upptäckte i henne en person med djup kunskap om gamla sägner, folkvisor, sagor och legender, och hon blev en av hans mest betydelsefulla medarbetare i hans arbete med att samla och nedteckna dem. Han betraktade henne med stor respekt och lät henne också granska hans manuskript som konsult. För att underlätta arbetet anställde han henne år 1848 officiellt som barnskötare för sin dotter, så hon kunde flytta med honom till Stockholm.